# Lycenchelys antarctica
Lycenchelys antarctica es una especie de pez de la familia de los Zoarcidae en el orden de los perciformes.

## Morfología
- Los machos pueden llegar a alcanzar los 24,8 cm de longitud total.
- Número de vértebras: 117-138.

## Hábitat
Es un pez de mar y de aguas profundas que vive entre 3.248-5.320 m de profundidad.

## Distribución geográfica
Se encuentra en Chile e Islas Orcadas del Sur.

## Observaciones
Es inofensivo para los humanos. 